# Lill Lindfors
Maj Lillemor Lindfors, känd som Lill Lindfors, född 12 maj 1940 i Helsingfors, Finland, är en svensk sångerska, komiker och skådespelare.
Hon är bosatt i Bläsinge (norra) på Öland, men har bott större delen av sitt liv i Stockholm. Under en lång karriär har hon fått ett antal guldskivor och är både kompositör och textförfattare till egna shower[källa behövs] och till två barnböcker. Hon är även föredragshållare, barnambassadör i FN:s regi (Unicef) och skådespelare inom både film och teater.

## Biografi

### Uppväxt och 1960-talet
Lill Lindfors är dotter till Nils Lindfors och Katri Nyström. Lindfors tog studenten på Viggbyholmsskolan där hon också uppträdde på 1950-talet.
Lindfors debuterade i slutet av 1950-talet på Hamburger Börs i Stockholm och fortsatte därefter till Hagge Geigerts nyårsrevy Sillidonien i Uddevalla 1960. Hon blev innan dess upptäckt under en studentrevy vid Stockholms högskola, nuvarande Stockholms universitet. Hon spelade i Karl Gerhards revy Ursäkta handsken på Odéonteatern i Stockholm 1961 och gjorde skivdebut samma år. 1961 var hon även den första programledaren för radioprogrammet Tio i topp.
1960-talet fortskred med engagemang hos Knäppupp i revyerna Den förgyllda lergöken, I hatt och strumpa och musikalen Pyjamasleken. Hennes insats i den musikalen gjorde henne till en stor stjärna. Hasse och Tage engagerade henne till revyn Konstgjorda Pompe på Gröna Lund 1963, och hon fick spela Anita i den första svenska uppsättningen av West Side Story (1965) på Oscarsteatern.
Tillsammans med Owe Thörnqvist gjorde hon succé i folkparkerna och på gamla Hamburger Börs där deras show Adam & Eva spelades för utsålda hus. Åter på Hamburger Börs 1967, spelade hon i krogshowen Påsen med Anders Linder och något år senare med Robert Broberg och Anders Linder på Berns salonger. 1969 spelade hon med Lars Ekborg, Carl-Gustaf Lindstedt och Anita Wall i succéföreställningen "Klotter" på Maximteatern.

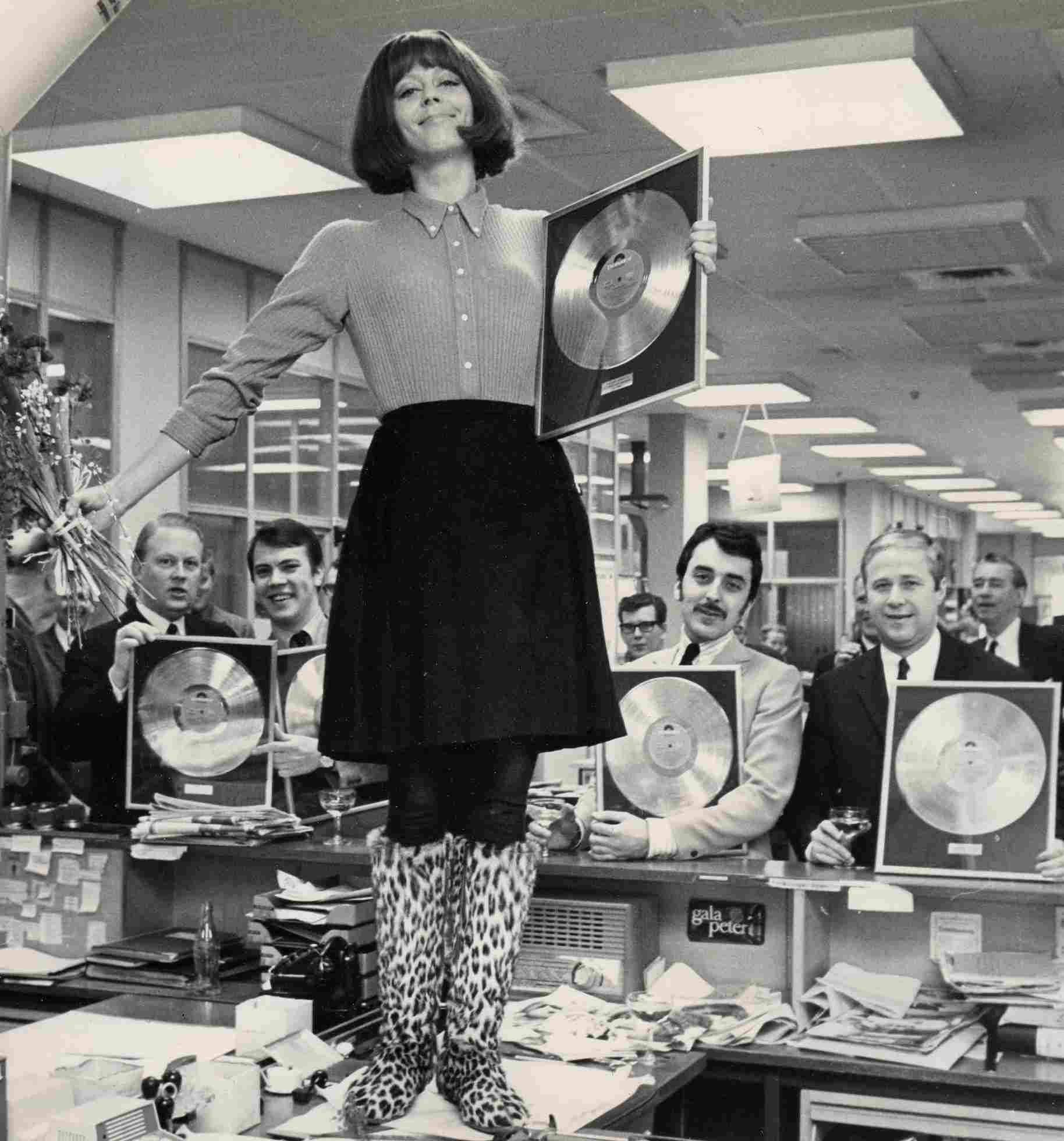
Lill Lindfors tillsammans med Bo Setterlind, Marcus Österdahl, Curt Pettersson och Ivan Nordström vid utdelningen av diamantskivan 1968.

Lill Lindfors skivdebuterade 1962. På 1960-talet ville hon slippa sjunga alltför mycket schlager[källa behövs] och gjorde istället om sångerna till bossa novalåtar eller till samba. Ett exempel på detta är "Jag tycker inte om dig" som finns på hennes album Du är den ende (1967), som räknas som en milstolpe inom svensk musikproduktion. Albumets titellåt "Du är den ende" släpptes på singel 1966 och är, med sin text av Bo Setterlind, en av de mest igenkännbara sångerna av Lill Lindfors.
Lindfors deltog i Melodifestivalen 1966 tillsammans med Svante Thuresson. De tävlade med bidraget "Nygammal vals" som vann den svenska uttagningen och senare kom på andra plats i Eurovision Song Contest. På singeln som släpptes samma år sjöng hon dock ihop med Östen Warnerbring.

### 1970- och 1980-talet
Under 1970-talet hade Lill Lindfors flera framgångsrika shower på Berns salonger, och många av dem sändes i TV. 1975–1976 presenterade hon sin första helt egna show på Berns, med namnet En sång att ta hem. Lill Lindfors var den första svenska kvinnliga artist som gjorde ståuppkomik i Sverige. 
Under decenniet debuterade hon också som dramatisk skådespelerska i en talpjäs, Galenpannan, där hon 1974 spelade mot bland andra Sven Wollter. Hennes tycke för samba märks i egna kompositioner som Musik ska byggas utav glädje (1978). Lill Lindfors släppte flera framgångsrika skivalbum under 1970-talet. Hon debuterade också som barnboksförfattare under 1970-talet.
Hennes "One-Woman-Show" De' e' Lindfors spelades med framgång på Börsen i Stockholm i mitten av 1980-talet. Showen gick även ut på turné runt om i landet och spelades även i Oslo, Norge. Showen sändes senare i TV av SVT.
1985 var hon programledare för Eurovision Song Contest i Göteborg. Hennes språkkunskaper blev en tillgång för denna internationella TV-sändning och den "tappade" kjolen, som designades av Christer Lindarw, har blivit en modern klassiker.[källa behövs]
I TV-showen Götestam från 1980-talet sjöng och agerade hon med bland andra Björn Skifs och belönades med presspris och personligt pris i Montreux.[källa behövs] För den yngre publiken blev hon känd genom det populära barnprogrammet Svenska Sesam. Under delar av 1980- och 1990-talen var hon delägare och teaterdirektör för Maximteatern i Stockholm tillsammans med Brasse Brännström, Magnus Härenstam, Lars Amble och Aller Johansson. Bland uppsättningarna på Maxim fanns bland annat musikalen Sugar, där Lindfors spelade den kvinnliga huvudrollen mot Brännström och Härenstam.
Lindfors har gjort egna tv-shower utomlands, bland annat The Lill Show i England och La Lill Show i Frankrike. Hon har även medverkat i många stora tyska tv-shower, främst under 1970-talet. Där sjöng och agerade hon på flytande tyska. I Sverige har hon medverkat i flera internationellt prisbelönta tv-shower, bland annat Kaskad (med Jan Malmsjö), N.S.V.I.P.'s/Not so very important people (med Lee Hazlewood) samt Birgitta Götestams humorprogram Nu är det damernas och Handväskan.

### 1990- och 2000-talet

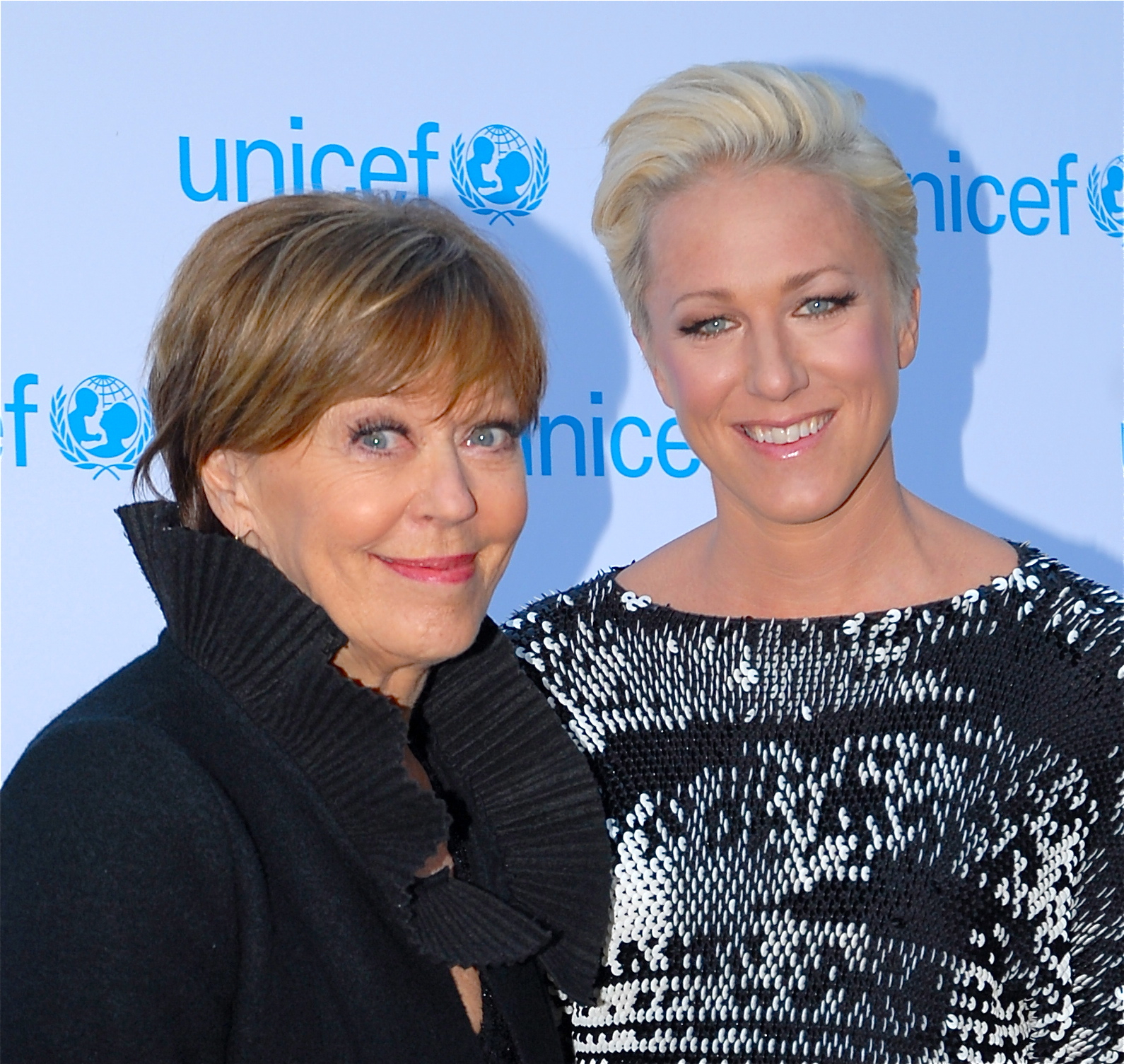
Lill Lindfors och Kajsa Bergqvist som Unicef-ambassadörer 2012.

Lindfors återkom till Maximteatern 1996 med showen Lill & Svensson, tillsammans med skådespelaren Lennart R. Svensson.
Hon är Unicef-ambassadör och håller även seminarier om kroppspråk. Hon har engagerat sig i Teskedsorden, som jobbar mot fanatism. På senare år har hon gjort många jazzkonserter och sjungit in nya tonsättningar av svensk lyrik, till exempel dikter av Edith Södergran.
År 2004 släppte hon skivan Gör mig lite levande tillsammans med poeten Jacques Werup. Den är producerad av Michael Saxell som även komponerade musiken. Skivan följdes av en landsomfattande turné.
År 2007 skrev hon musiken till familjemusikalen Alexander och påfågeln, som byggde på en barnbok av Lygia Bojungas. Föreställningen spelades på Dramaten.

### Senare år
Hösten 2009 – våren 2010 turnerade Lill Lindfors med Riksteaterns uppsättning av komedin Plaza svit, där hon gestaltade tre olika kvinnor och hade Tomas Bolme som motspelare. År 2012 var hon åter på turné med Riksteatern med relationskomedin Ensamma hjärtan, där hon spelade mot Reuben Sallmander.
Lill Lindfors medverkade i 2013 års upplaga av TV4:s Så mycket bättre.
Under hösten 2015 och vårvintern 2016 innehade hon rollen som Fräulein Schneider i Stockholms stadsteaters uppsättning av musikalen Cabaret, som hade premiär den 19 september. Lindfors fick lysande recensioner för sin insats.

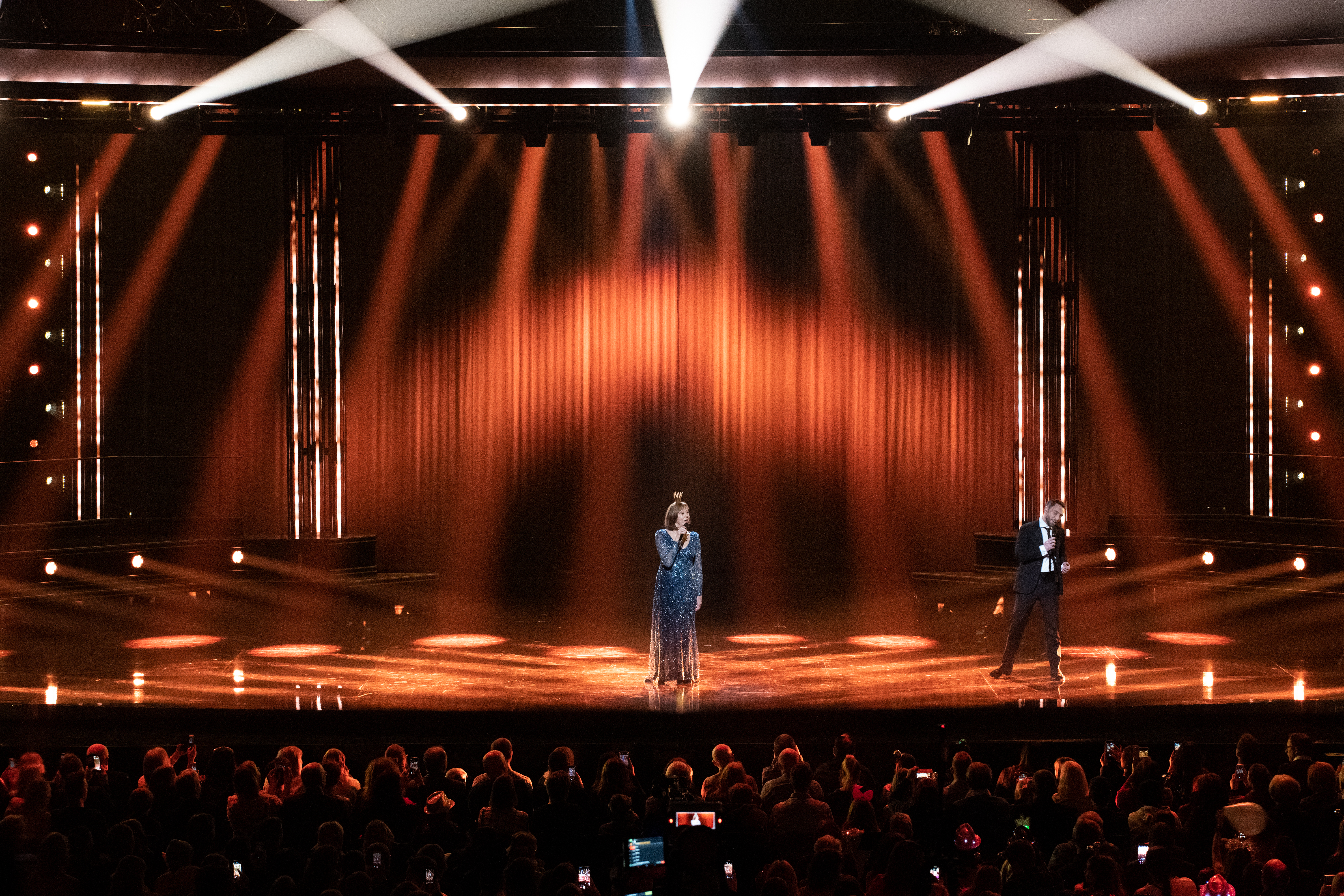
Lill Lindfors och Måns Zelmerlöw i mellanakten av Melodifestivalen 2020 Andra chansen i Eskilstuna.

År 2020 skulle hon ha firat sitt 60-årsjubileum som artist. På grund av coronapandemin flyttades turnén till hösten 2021.

### Privatliv
Lindfors var gift 1969–1974 med filmaren Peter Wester (1939–2024). De har dottern Petronella Wester tillsammans. Hon var därefter sambo 1974–1984 med skådespelaren Brasse Brännström (1945–2014). Sedan 1991 är hon gift med direktören Anders Byström (född 1944).

## Utmärkelser
Flera av hennes TV-shower har fått Rose d'Or, ett internationellt TV-pris.
1971 vann Lill Lindfors en grammis vid Grammisgalan i kategorin "Årets kvinnliga artist", för albumet Mellan dröm och verklighet som kom ut 1970. 2015 erhöll hon "Årets hederspris" vid det årets gala. 2018 tilldelades hon Cornelis Vreeswijk-stipendiet.
Lill Lindfors belönades 1997 med Hans Majestät Konungens medalj av 8:e storleken.

## Verk

### Diskografi

#### Sånger (urval) som Lill Lindfors spelat in
- 1965 – Jag tycker inte om dig
- 1966 – Du är den ende (som singel; albumet med samma namn kom året därpå)
- 1966 – Nygammal vals (duett med Östen Warnerbring)[11]
- 1967 – En så'n karl
- 1960 – Hör min samba
- 1968 – En man i byrån
- 1968 – Teresa
- 1968 – Om vi hade en dag
- 1970 – Mellan dröm och verklighet
- 1970 – Axel Öhman (duett med Svante Thuresson)[28]
- 1973 – Månskugga
- 1973 – Sången han sjöng var min egen
- 1973 – Kom vi ska leka
- 1975 – Fritt fram
- 1978 – Musik ska byggas utav glädje
- 1978 – Om du nånsin kommer fram till Samarkand (text och musik Thorstein Bergman)
- 1978 – Tillsammans är ett sätt att finnas till
- 1978 – Rus
- 1984 – Marias första dans
- 1984 – Jag vill nå dig (Längtans samba)[29]

#### Album
- 1964 – Adam och Eva (tillsammans med Owe Thörnqvist)
- 1966 – Jojatackarja – Owe & Lill på Berns (tillsammans med Owe Thörnqvist)
- 1967 – Påsen (tillsammans med Anders Linder)
- 1967 – Du är den ende
- 1968 – Kom i min värld
- 1970 – Albin & Greta (tillsammans med Svante Thuresson)
- 1970 – Vi har varann
- 1970 – Mellan dröm och verklighet
- 1971 – Sång
- 1973 – Kom igen!
- 1973 – I det lilla, lilla landet
- 1975 – Fritt fram
- 1976 – En sång att ta hem
- 1978 – Du är det varmaste jag har
- 1979 – Tillbakablick
- 1980 – Och människor ser igen
- 1984 – Jag vill nå dig
- 1985 – Människors makt
- 1986 – Om du var här
- 1990 – Glädjor
- 1991 – En Lillsk jul
- 1995 – Höga visan – Salomos Høysang (tillsammans med Tommy Nilsson)
- 1997 – Utan gränser
- 1998 – Ett liv
- 2002 – Ingen är så go' som du
- 2002 – Det var en lördag afton
- 2004 – Gör mig lite levande
- 2006 – Här är den sköna sommar
- 2008 – Coastlines
- 2009 – En sommarkonsert från Musik vid Siljan

#### Samlingsalbum
- 1982 – Musik ska byggas utav glädje
- 1989 – Collection
- 1993 – Collection Vol 2
- 1994 – Lills bästa
- 1999 – Du är den ende och andra guldkorn
- 1999 – En titt i min spegel
- 2004 – 24 bästa
- 2004 – 20 klassiker
- 2014 – Det bästa med Lill

### Filmografi
- 1964 – Drömpojken
- 1965 – Calle P (med bland andra Carl-Gustaf Lindstedt)
- 1965 – En historia till fredag (TV-serie)
- 1968 – Zum Tango gehören zwei (Musikal med Lill Lindfors och Bill Ramsey)
- 1973 – Galenpannan (TV-pjäs med bland andra Sven Wollter)
- 1981–1982 – Svenska Sesam (TV-serie) (för barn i 30 avsnitt)
- 1983 – P&B
- 1984 – Slagskämpen
- 1987 – Vänner för alltid (dansk film)
- 1988 – Vargens tid
- 1995 – Mitt sanna jag (TV-serie)
- 2009 – Tomtar och troll

### Teater

#### Roller (ej komplett)
| År   | Roll                                | Produktion                                                                                        | Regi                                        | Teater                   |
| ---- | ----------------------------------- | ------------------------------------------------------------------------------------------------- | ------------------------------------------- | ------------------------ |
| 1961 | Medverkande                         | Ursäkta handsken, revy Karl Gerhard                                                               | Tage Danielsson                             | Odéonteatern             |
| 1961 | Medverkande                         | I hatt och strumpa, revy Hans Alfredson, Tage Danielsson, Owe Thörnqvist, Povel Ramel             | Mille Schmidt                               | Odéonteatern             |
| 1962 | Medverkande                         | Tält Side Story, revy Hans Alfredson, Tage Danielsson, Owe Thörnqvist, Povel Ramel, Beppe Wolgers | Mille Schmidt                               | Turné                    |
| 1963 | Gladys                              | Pyjamasleken George Abbot, Richard Bisell, Richard Adler, Jerry Ross                              | Carl-Gustaf Kruuse af Verchou Mille Schmidt | Odéonteatern             |
| 1965 | Anita                               | West Side Story Leonard Bernstein, Stephen Sondheim och Arthur Laurents                           | Rikki Septimus                              | Oscarsteatern            |
| 1979 | Sugar                               | Sugar                                                                                             | Lars Amble                                  | Maximteatern             |
| 1996 | Medverkande                         | Lill & Svensson Lill Lindfors, Lennart R. Svensson m.fl.                                          | Lars Amble                                  | Maximteatern             |
| 2002 | Liliane La Fleur                    | Nine Maury Yeston                                                                                 | Vernon Mound                                | Malmö Opera              |
| 2006 | Medverkande                         | Oscars 100-årsjubileum                                                                            | Hans Marklund                               | Oscarsteatern            |
| 2009 | Karen Nash Muriel Tate Norma Hubley | Plaza svit Neil Simon                                                                             | Jan de Laval                                | Riksteatern              |
| 2012 | Kvinnorna                           | H12/Ensamma hjärtan Peter Quilter                                                                 | Jan de Laval                                | Riksteatern              |
| 2015 | Fräulein Schneider                  | Cabaret John Kander, Fred Ebb och Joe Masteroff                                                   | Ronny Danielsson                            | Kulturhuset Stadsteatern |
| 2019 |                                     | Händer – Som handskas med livet Lotta Olsson                                                      | Adde Malmberg                               | Kulturhuset Stadsteatern |

### Ljudboksuppläsningar (urval)
- 2007 - Ett minne för livet av Kristina Fröling
- 2008 - Kärlekens olika ansikten av Lena Nevander Friström